# Kisurra
Kisurra (ook bekend als Tell Abu Hatab of Abfu Hatab) was een oude Sumerische stad, gesticht rond 2700 v.Chr. tijdens de Vroege Dynastie II periode. De stad was gelegen op de westoever van de Eufraat rivier, ten noorden van Shuruppak.
De belangrijkste godheid van Kisurra was Ninurta. Het voornaamste culturele centrum van Mesopotamië voor Ishara was in Kisurra, ook al werd zij in een groot gebied door Syriërs, Kananieten en Hettieten vereerd.
De zuidelijke punt van het Isinnitum kanaal voegde zich bij Kisurra bij de Eufraat. Duitse archeologen hebben vele tabletten in spijkerschrift gevonden in de Tell Abu Hatab. De stad bleef een centrum van handel en transport gedurende de Akkadische periode en een gedeelte van het Babylonische rijk, totdat de teksten in spijkerschrift en opgravingen een neergang aangeven ten tijde van Hammurabi (ca. 1800 v.Chr.).

## Speelbal en onafhankelijkheid
In de tijd van Isin en Larsa was de stad een belangrijke twistappel in de strijd tussen de vorsten van Isin en Larsa en soms ook Uruk. De stad wisselde vele malen van bezetter. Sumuel van Larsa werd waarschijnlijk niet minder dan vier keer koning van Kisurra. Tussen al deze vreemde overheersers wisten ook nog een aantal lokale vorsten zich min of meer onafhankelijk te maken. Het was nooit voor lang.
| !Koning      | Termijn | Jaren v.Chr. |
| ------------ | ------- | ------------ |
| Itūr-Šamaš   | 7?      | 1910-1903?   |
| Ubaya        | 5       | 1894-1889?   |
| Ṣallum       | 1       | 1886?        |
| Zikrû        | 5?      | 1884-1879?   |
| Manabalte-El | 9?      | 1875-1866?   |
| Ibni-šadûm   | 7       | 1862-1856?   |

Rond 1850 maakte Enlil-bani van Isin voorgoed een einde aan de 'onafhankelijke' koningen van Kisurra.